# Hiển Khánh
	Hiển Khánh		là một xã thuộc tỉnh Ninh Bình, Việt Nam.

## Địa lý
Trụ sở xã nằm cách phường Hoa Lư - trung tâm tỉnh lỵ Ninh Bình 26 km về phía Bắc, có vị trí địa lý:
- Phía bắc giáp phường Mỹ Lộc.
- Phía tây giáp xã Minh Tân.
- Phía nam giáp phường Trường Thi và xã Vụ Bản.
- Phía đông giáp phường Thành Nam.

Xã Hiển Khánh	có diện tích:	30,24	km², 	dân số:	29.965	người, mật độ dân số: 	991	người/km². 	
Đây là đơn vị có diện tích xếp thứ:	42	, số dân xếp thứ: 	70	và mật độ dân số xếp thứ: 	96	trong số 129 xã, phường ở Ninh Bình.
Xã này nằm trên Quốc lộ 38B.

## Lịch sử
Theo Nghị quyết số 1674/NQ-UBTVQH15 ngày 16/6/2025 về sắp xếp các đơn vị hành chính cấp xã của tỉnh Ninh Bình năm 2025, Theo đó, sắp xếp toàn bộ diện tích tự nhiên, quy mô dân số của các xã Hợp Hưng, Trung Thành, Quang Trung và Hiển Khánh thành xã mới có tên gọi là xã Hiển Khánh.

## Văn hóa

### Truyền thống
Hiển Khánh trước khi sáp nhập thuộc huyện Vụ Bản (trước kia có tên là Thiên Bản, nhưng đến thời nhà Nguyễn chuyển thành Vụ Bản) là vùng đất có nhiều truyền thống văn hóa, có nhiều danh nhân nổi tiếng. Truyền thống Hiếu học luôn được đề cao trong mọi thời kỳ lịch sử.
Các thôn đạt danh diệu Thôn Văn hóa trong xã: Thôn Văn hóa Hậu Nha, Liên Xương, Môn Nha...
- Đình làng Liên Xương là di tích lịch sử văn hóa có từ thời Đinh, thờ các vị có công giúp Đinh Bộ Lĩnh đánh dẹp loạn 12 sứ quân, thống nhất đất nước. Tương truyền, Một bà mẹ người làng Liên Xương xã Hiển Khánh sinh hạ được bốn người con trai thì đã gửi cả bốn con phò vua Đinh dẹp loạn. Bốn người con của bà sau này đều được thờ tại bốn đình Đông - Tây - Nam - Bắc của làng.
- Chợ Lời là trung tâm thương mại lâu đời nhất xã, đã có lịch sử hơn trăm năm.

## Kinh tế
Xã Hiển Khánh có hệ thống đường giao thông rất thuận tiện. Trục đường chính là Tỉnh lộ 56, các đường liên huyện, liên xã đều rất lớn và kiên cố giúp cho việc giao thông hết sức dễ dàng.
Xã Hiển Khánh rất thuận tiện cho việc di chuyển tới phường Nam Định (trước đây là thành phố Nam Định - cách 8 km về phía Đông), phường Hà Nam (trước đây là thành phố Phủ Lý - cách 20 km về phía Tây Bắc), thủ đô Hà Nội (cách 70 km về phía Bắc) và phường Hoa Lư (trước đây là thành phố Ninh Bình - cách 20 km về phía Tây Nam)
Kinh tế chủ đạo của xã Hiển Khánh vẫn là nông nghiệp.
Các ngành Công nghiệp trên địa bàn: sản xuất gạch công nghiệp, dệt may,... thu hút khoảng 2.000 công nhân các địa phương.